# Said ibn Sultan
Said ibn Sultan al Bu Said, född 1790 i Sumail, Oman, död 19 oktober 1856, var sultan av Oman från 20 november 1804, då han efterträdde Salim ibn Sultan, till 4 juni 1856 då hans son Thuwayni ibn Said tog över tronen. Av hans 24 söner blev fyra sultaner av Zanzibar, och två sultaner av Oman.[källa behövs]